# ボスニア・ヘルツェゴビナ国有鉄道IVa5形蒸気機関車

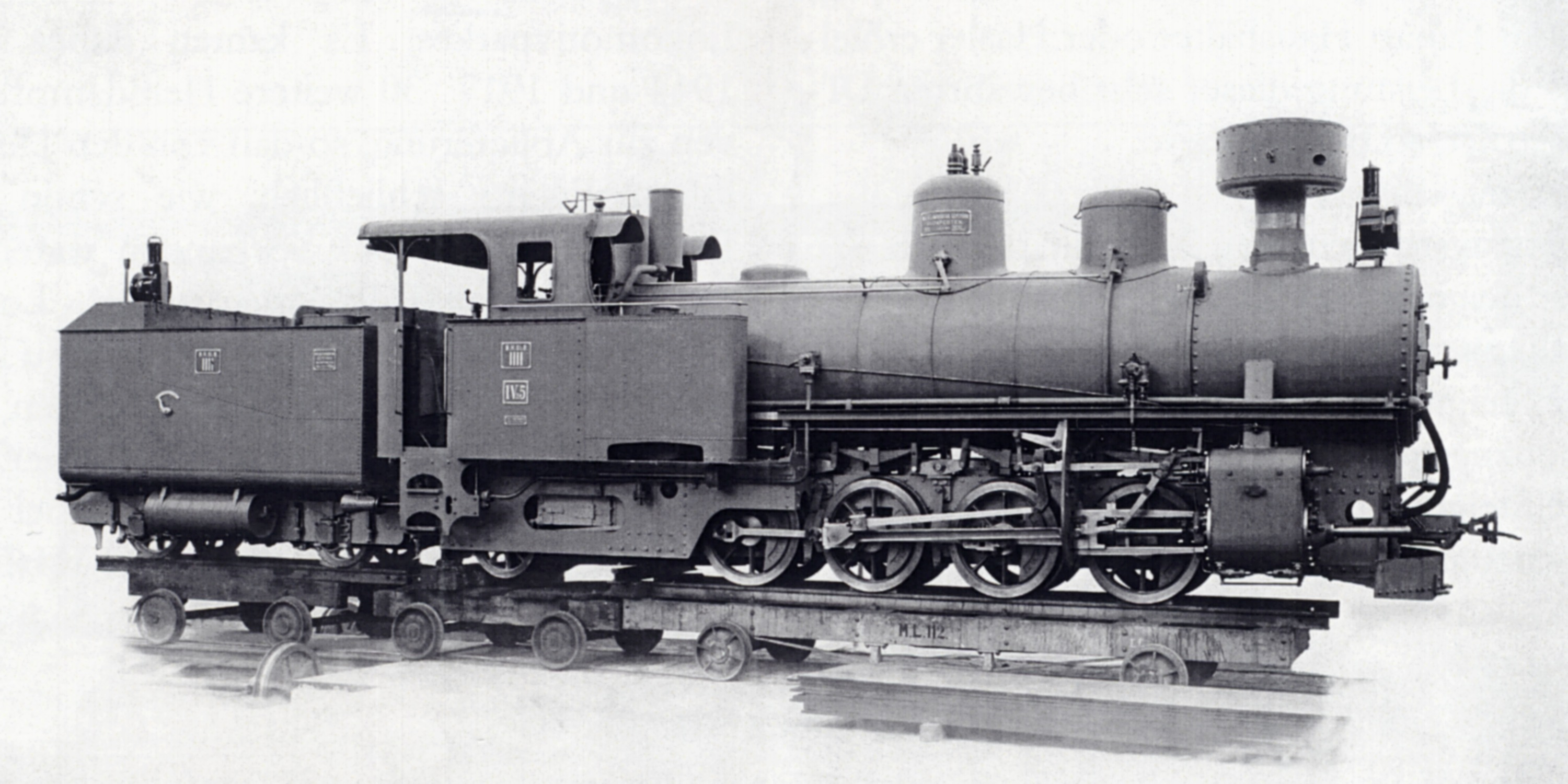
IVa5形の1100番台である1111号機の工場完成写真、1911年

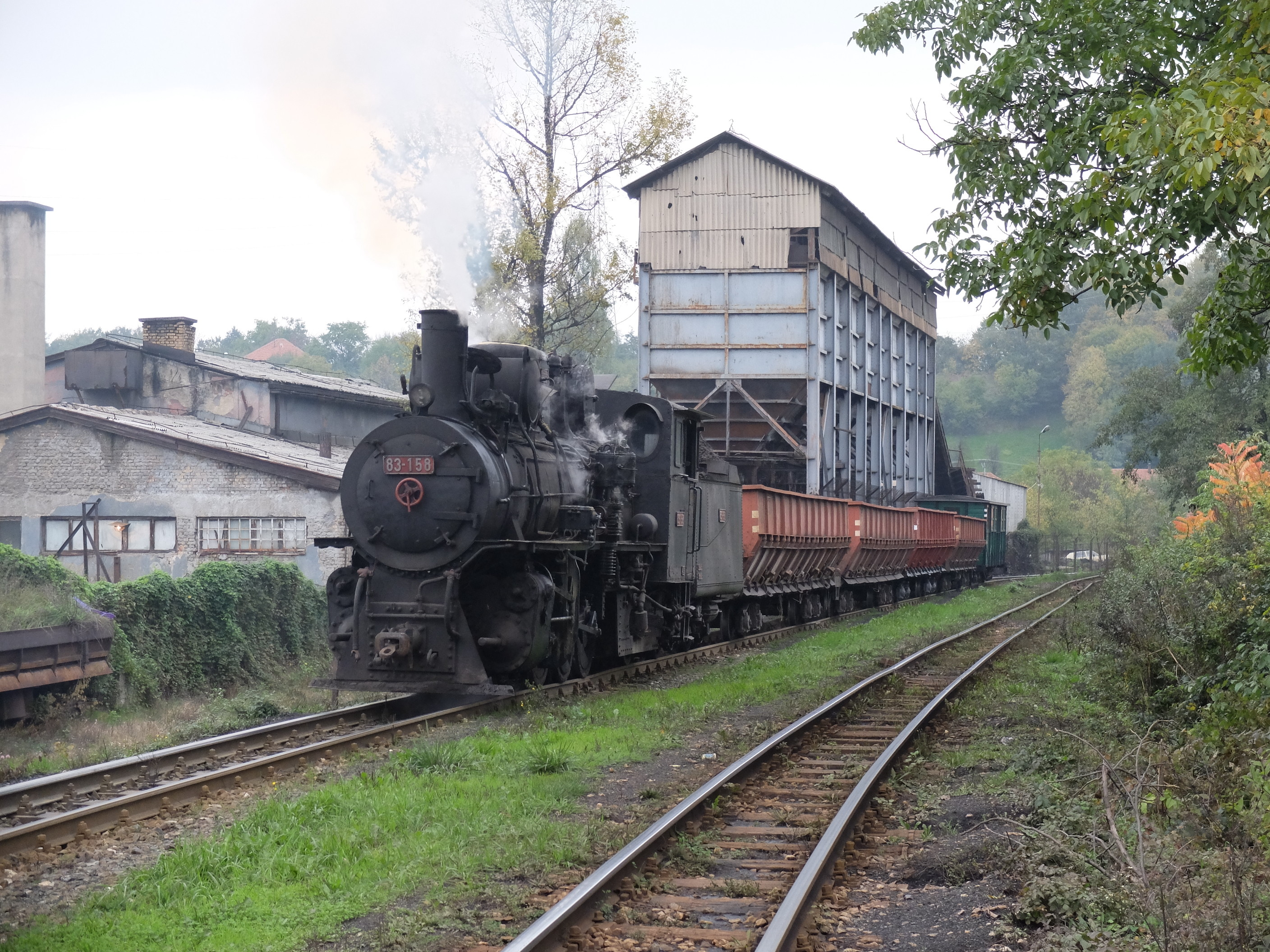
現在でも炭鉱鉄道で使用されている83-158号機、2015年

ボスニア・ヘルツェゴビナ国有鉄道IVa5形蒸気機関車（ボスニア・ヘルツェゴビナこくゆうてつどうIVa5がたじょうききかんしゃ） は、現在ではボスニア・ヘルツェゴビナとなっている共同統治国ボスニア・ヘルツェゴヴィナのボスニア・ヘルツェゴビナ国有鉄道 （Bosnisch-Herzegowinische Staatsbahnen（BHStB）、1908年以降Bosnisch-Herzegowinische Landesbahnen（BHLB））およびその後身となった鉄道で使用された蒸気機関車である。

## 概要
IVa5形はボスニア・ヘルツェゴビナ国有鉄道が貨物列車および混合列車の牽引もしくは勾配線区での各種列車の牽引用として1903年から導入した760mm軌間、車軸配置D1’のテンダー式蒸気機関車である。本形式は大容量のボイラーに由来する高性能と使いやすい機体サイズ、良好な使用実績を有していたため、同国鉄の後身のユーゴスラビア国有鉄道やユーゴスラビア鉄道の83形として1949年に至る45年以上に渡り、ボイラーの過熱式への変更以外は大きな変更なく、178機と他の鉄道で使用された7機の計185機が生産されている。なお、本形式の形式称号の"IV"は動軸4軸、"a"は自重40t以下、"5"はテンダーを含まない全軸数を表すものであったが、ユーゴスラビア国鉄時代の1933年の称号改正により、全機が83形となっている。この付番方法では蒸気機関車のうち01-49形が標準軌のテンダ式、50-69形が標準軌のタンク式、70-94形が760mm軌間、95-98形が760mm軌間のラック式、99形が600mm軌間と分類され、経年の進んでいた機体にはこれらに100を加えた形式名とされていた。
IVa5形（後の83形）は他の多くのボスニア・ヘルツェゴビナ国鉄の機体と同様にバイエルン王国に本社があったクラウスが原設計を担当して同社のオーストリア＝ハンガリー帝国のリンツ工場で製造されたほか、同国のマーバグ、ドイツのアーノルト・ユンク、ユーゴスラビア連邦のドゥロ・ダコビッチで製造されている。また、本形式は製造年代および形態の差異等に応じて1000番台、1100番台、RU番台、1300番台、最終生産形の5種に大別されるほか、マーバグ社では96型の型式名が付与されており、製造ブロックに応じて961型（1000番台）から966型（最終生産型）までの6型式に分かれている。

### 共同統治領ボスニア・ヘルツェゴビナ
現在のボスニア・ヘルツェゴビナは、1878年のベルリン条約によりオーストリア＝ハンガリー二重帝国配下の共同統治国ボスニア・ヘルツェゴヴィナとなっていた。この時代には、ブロド - ゼニツァ間に最初の軍用鉄道が敷設されて以降、二重帝国ボスナ鉄道(kkBB)、ボスニア・ヘルツェゴビナ国有鉄道、二重帝国軍用鉄道などによって各地にボスニアゲージと呼ばれる760mm軌間の鉄道が建設されており、その後これらの路線のうち主要なものは、1895年にボスナ鉄道がボスニア・ヘルツェゴビナ国有鉄道に統合されたことなどにより同国鉄の路線となっていた。
ボスニア・ヘルツェゴビナ国有鉄道では、オーストリア＝ハンガリー帝国本国で製造された機関車が使用されていたが、急曲線の多い路線がほとんどであったため、曲線通過性能に配慮した機関車として双合式のIIa2形、先輪、従輪とテンダーにクローゼ式輪軸操舵機構を装備したIIa4形が導入されたほか、動輪とテンダーにクローゼ式輪軸操舵機構を採用したIIIa4形およびIIIa5形計90機が1904年にかけて導入されて主力として使用されていた。また、ネレトヴァ線スプリト線のアプト式ラック区間用としてIIIb4形とIIIc5形計46機が1919年にかけて導入されていた。
本形式は1901年開業のダルマチア線、1906年開業のボスニア東線などの新線の建設による路線網の拡大と、従来の路線の輸送量の増大に対応するためにまず1903-08年に飽和蒸気・2シリンダ複式でクラウス製およびマーバグ製の1000番台28機が導入されている。それまでの機体の中で主力となっていたクローゼ式輪軸操舵機構を装備した機体はボスニア・ヘルツェゴビナ国鉄ではその使用成績が良好で、その後も長く1970年代まで使用されていたが、構造が複雑であるなどの理由から欧州の他の地域ではクローゼ式が普及せず 、1890-00年代以降にはより新しい方式であるマレー式やメイヤー式などの関節式や、より構造が単純なゲルスドルフ式の蒸気機関車が多く導入されていた。そのため、本形式もこの流れに呼応して、一部の動輪の横動可能としたゲルスドルフ式をベースとして従輪と後端の動輪の間にクラウス・ヘルムホルツ式台車を装備するとともに、クローゼ式のIIIa4形、IIIa5形では動軸3軸で軸距3000mmであったところを本形式では動軸4軸で軸距3300mmに抑えることにより、曲線通過性能を維持しつつ構造の簡素化と牽引力の向上を図ったものとなっている。
その後ボスニア・ヘルツェゴビナ国鉄は1908年のボスニア・ヘルツェゴビナ併合にともなってオーストリア＝ハンガリー帝国のボスニア・ヘルツェゴビナ地方鉄道に改称しているが、引続き輸送量の増大が続いており、輸送力の増強が必要であったためIVa5形の増備が継続されている。1909年生産の機体から新たに改良された1100番台となっているが、これは 1907-13年に導入された旅客列車牽引用で過熱式のIIIb5形の使用成績や、本形式をベースにクラウスで製造された、オーストリア＝ハンガリー帝国の低地オーストリア州営鉄道マリアツェル線用のMh形での飽和式・複式と過熱式の比較試験の結果に基づき、本形式もボイラーを過熱式、走行装置を2シリンダ単式として出力を257kWから294kWに強化するとともに、長大トンネル通過対策として燃料油併燃装置を装備した機体であり、1919年にかけてクラウス製とマーバグ製合わせて55機が導入されている。

### ユーゴスラビア王国
ボスニア・ヘルツェゴビナ地域は1914-18年の第一次世界大戦およびオーストリア＝ハンガリー帝国の解体を経て1918年に成立したセルビア人・クロアチア人・スロベニア人王国に属することとなり、これに伴い、ボスニア・ヘルツェゴビナ地域鉄道の路線は同国国鉄であるセルビア人・クロアチア人・スロベニア人王国鉄道の路線となってIVa5形も同国鉄の所有となって引続きボスニア・ヘルツェゴビナ地方で運行されるだけでなく、セルビア、クロアチアの760mm軌間の路線でも運行されるようになった。このことと、第一次世界大戦による鉄道網の荒廃と機関車不足に対応するため、同国鉄でも引続いて同形式を増備することとなり、まず1923年にはRU番台24機が導入されている。この機体は第一次世界大戦後の政治情勢の変化に伴い、新たにドイツのアーノルト・ユンクで製造されたもので、基本的には1100番台までの機体と同一であるが、燃料油併燃装置が装備されないほか、ボイラーの仕様が一部異なるものであった。さらに1928年10月30日のボスニア東線のセルビア側の開業とベオグラード - サラエヴォ間での直通運行用の開始に伴い、ハンガリー王国のマーバグ製の1300番台44機が導入されている。1300番台はボイラーの仕様などは1100番台と同一ながら、RU番台同様燃料油併燃装置は装備していない。
1929年の憲法停止、国王独裁体制への移行に伴う国名のユーゴスラビア王国への変更に伴い、セルビア人・クロアチア人・スロベニア人王国鉄道もユーゴスラビア国有鉄道 に名称変更となり、1933年には前述のとおり称号改正が実施されてIVa5形は83形に形式変更となっている。また、1930-40年には本形式より高出力で牽引力の高い車軸配置1'D'1のIVa6形1501-1535号機（後の85形001-045号機）が導入されて勾配線区用や急行列車牽引用として本形式とともに運用されていたほか、セルビアが導入していた大型機である84形なども同様に本形式とともに運用されていた。
1939年に勃発した第二次世界大戦の中で1941年にはクーデターや枢軸国によるユーゴスラビア侵攻によりユーゴスラビア王国が実質的に崩壊したことにともない、ユーゴスラビア王国の鉄道はクロアチア独立国のクロアチア国鉄やセルビア救国政府のセルビア国鉄および占領していたドイツ、ハンガリー、イタリア、ブルガリア各国の国鉄が運行するようになったほか、パルチザンが運営する民族解放軍営鉄道がその支配地域で運行されており、本形式の各機体もそれぞれの鉄道が運行をしていた。

### ユーゴスラビア連邦
第二次世界大戦の終結に伴い1945年にはユーゴスラビア連邦人民共和国が成立し、同国内の鉄道は再度ユーゴスラビア国鉄が運営することとなり、83形も修理のためハンガリー国内にありそのまま同国内に残存した8機以外の機体は引続きユーゴスラビア連邦内の760mm軌間の鉄道で運行され、さらに、戦後復興のための新造機として83形も導入されることとなり、ハンガリーからユーゴスラビアへの戦争賠償の一環として1948年にマーバグ製の6機が、1948-49年にはユーゴスラビア国内生産機としてドゥロ・ダコビッチで9機がともに最終生産形として生産されている。その後1952年にはユーゴスラビア国鉄の後身としてユーゴスラビア鉄道が発足し、1963年には国名がユーゴスラビア社会主義連邦共和国に変更となっている。こうした流れの中でユーゴスラビア鉄道では1964年の鉄道近代化計画の一環として760mm軌間のうち主要路線は標準軌に転換するともに、不要路線を廃止することとなり、1980年代までに760mm軌間の鉄道は全廃されているが、逆に一部気動車やディーゼル機関車は導入されたものの本格的な動力近代化が見送られたことにより、本形式はその末期まで主力として運行されていた。

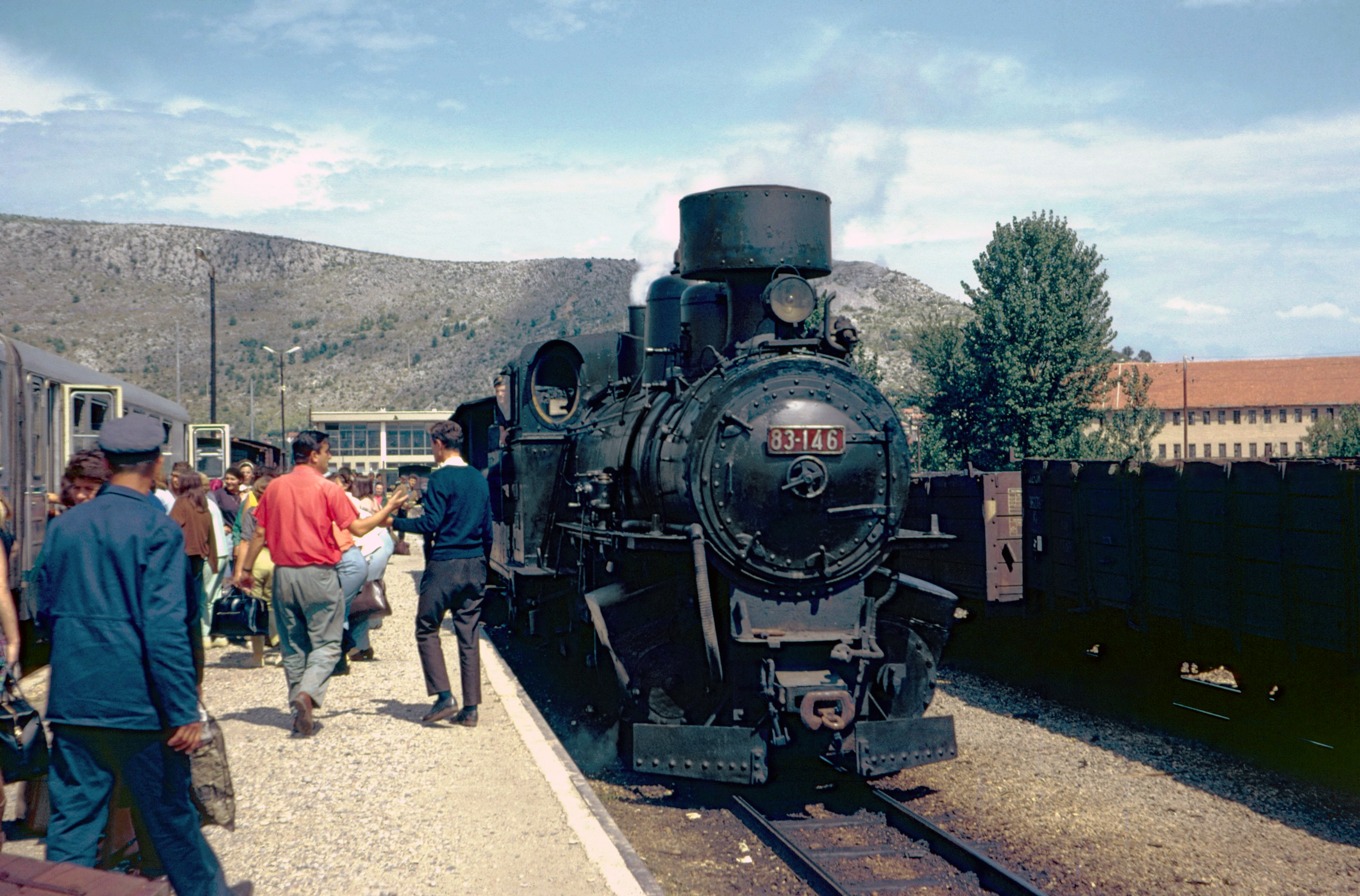
複式機関を持つ初期生産機の83-146号機（1000番台、もとIVa5 1023号機）
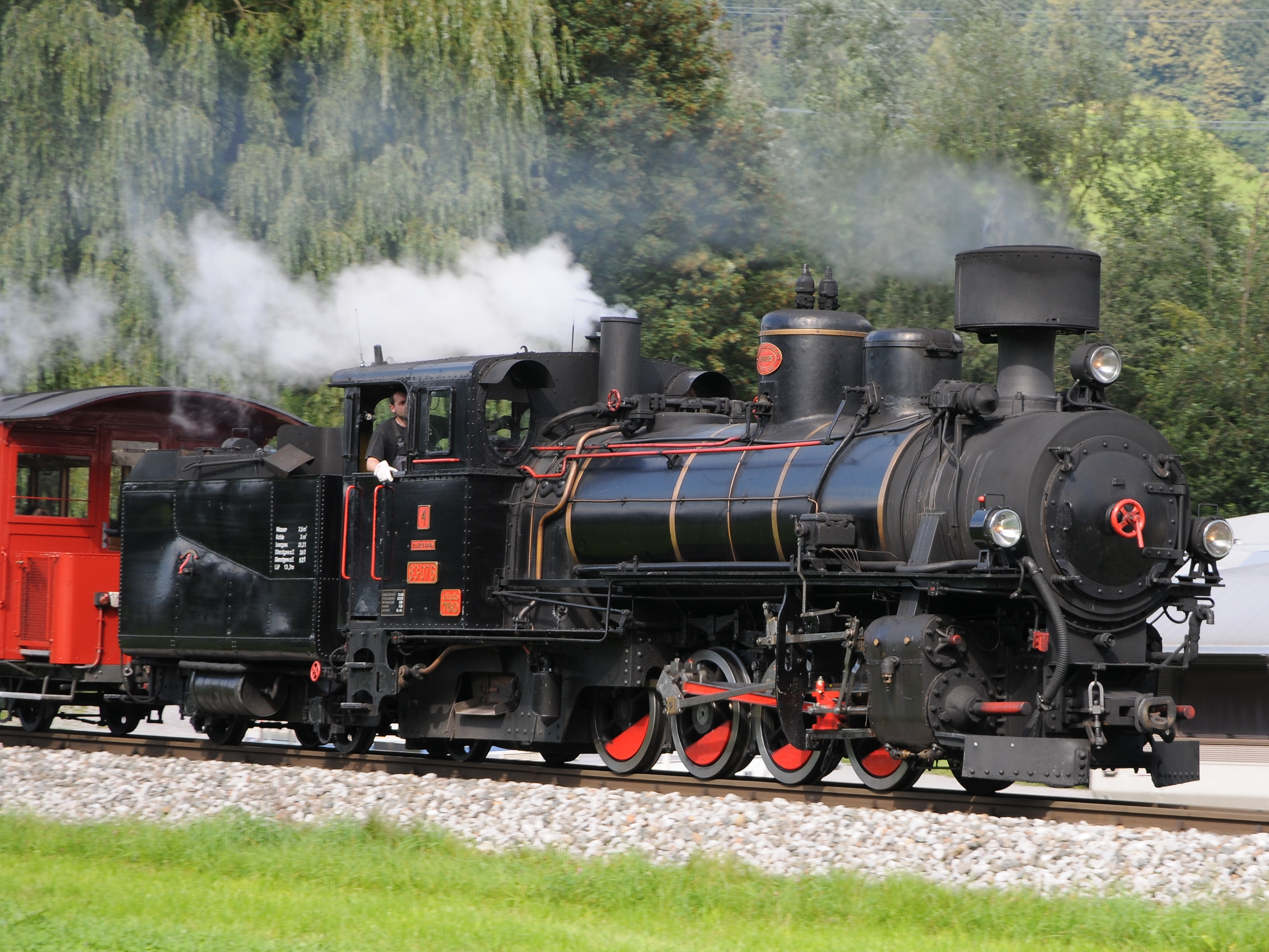
単式・過熱蒸気式となった83-076号機（1100番台、もとIVa5 1108号機）
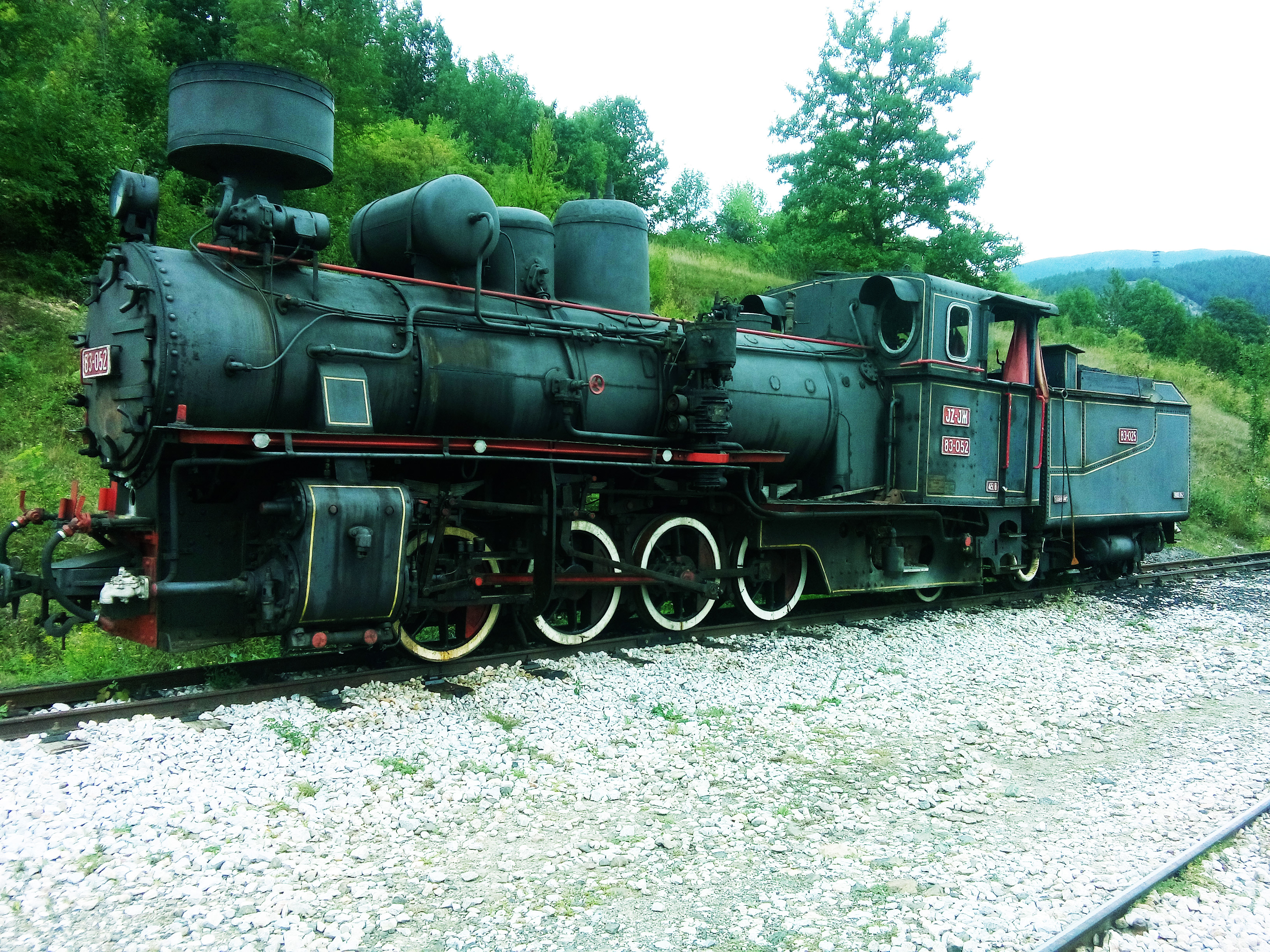
83-052号機、空制化は後年の改造（RU番台、もとRU8号機）
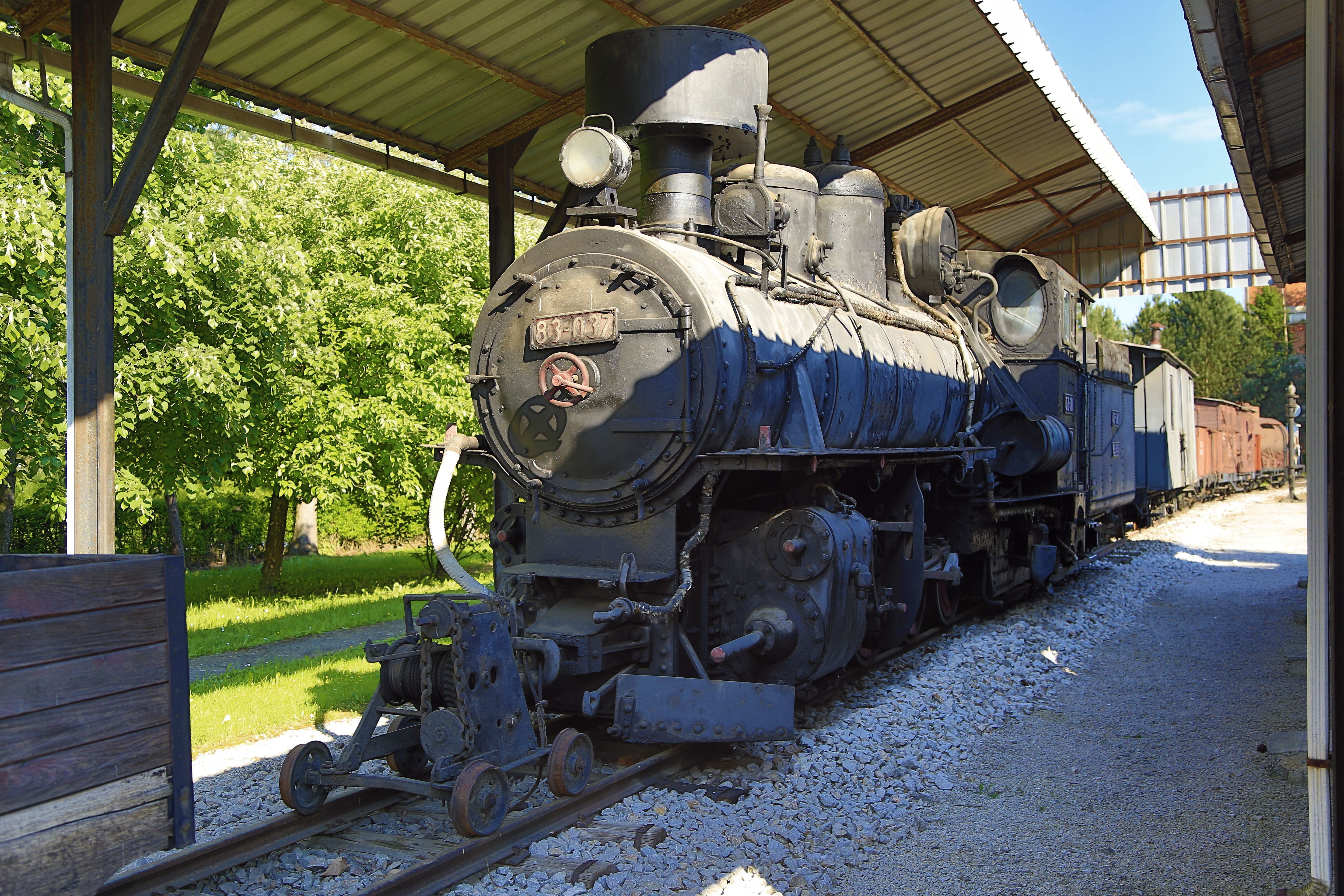
83-037号機（1300番台、もと1337号機）
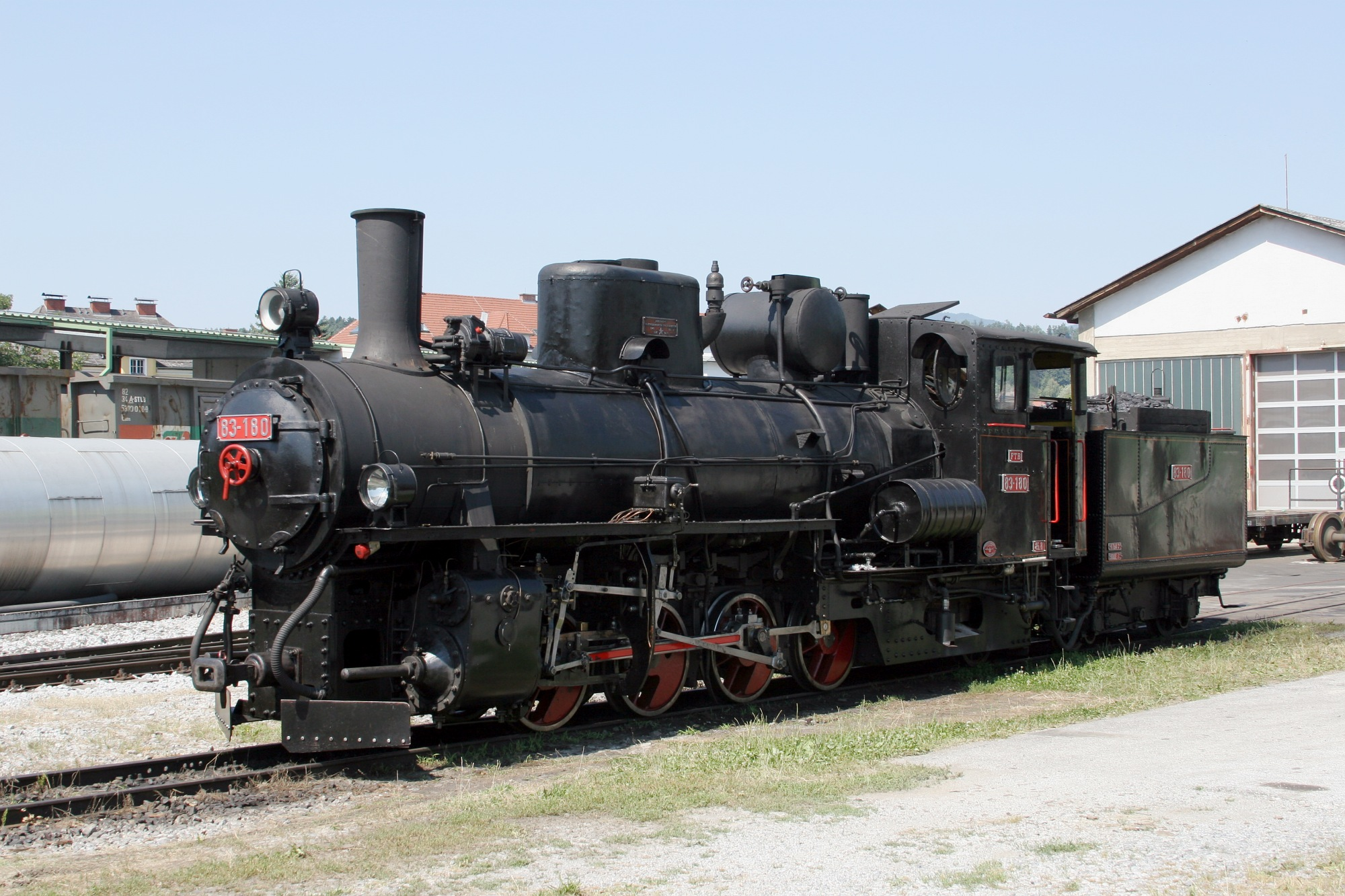
砂箱と蒸気溜が一体となった83-180号機（最終生産形、旧番なし）

本形式の製造年ごとの番台区分、製造所、製番、ボスニア・ヘルツェゴビナ国有鉄道（BHStB/BHLB）機番、セルビア人・クロアチア人・スロベニア人王国鉄道（SHS）機番、ユーゴスラビア国鉄/ユーゴスラビア鉄道（JDŽ/JŽ）形式機番は以下のとおりである。
| 製造年 | 番台区分   | 製造所                 | 製番           | 機番（BHStB/BHLB） | 機番（SHS） | 形式機番（JDŽ/JŽ）     |
| ------ | ---------- | ---------------------- | -------------- | ------------------ | ----------- | ---------------------- |
| 1903年 | 1000番台   | クラウス（リンツ工場） | 5068-5071      | 1001-1004          | 1001-1004   | 83-124-127             |
| 1904年 | 1000番台   | クラウス（リンツ工場） | 5189-5194      | 1005-1010          | 1005-1010   | 83-128-133             |
| 1906年 | 1000番台   | クラウス（リンツ工場） | 5472-5478      | 1011-1017          | 1011-1017   | 83-134-140             |
| 1907年 | 1000番台   | クラウス（リンツ工場） | 5763-5769      | 1018-1024          | 1018-1024   | 83-141-147             |
| 1908年 | 1000番台   | マーバグ               | 2063-2027      | 1025-1028          | 1025-1028   | 83-148-152             |
| 1909年 | 1100番台   | クラウス（リンツ工場） | 5972/6029-6035 | 1101-1108          | 1101-1108   | 83-069-076             |
| 1911年 | 1100番台   | マーバグ               | 2674-2676      | 1109-1111          | 1109-1111   | 83-077-079             |
| 1911年 | 1100番台   | クラウス（リンツ工場） | 6442-6445      | 1112-1115          | 1112-1115   | 83-080-083             |
| 1912年 | 1100番台   | クラウス（リンツ工場） | 6583-6584      | 1116-1117          | 1116-1117   | 83-084-085             |
| 1912年 | 1100番台   | マーバグ               | 3031-3032      | 1118-1119          | 1118-1119   | 83-086-087             |
| 1913年 | 1100番台   | クラウス（リンツ工場） | 6725-6730      | 1120-1125          | 1120-1125   | 83-088-093             |
| 1914年 | 1100番台   | クラウス（リンツ工場） | 6892-6894      | 1126-1128          | 1126-1128   | 83-094-096             |
| 1914年 | 1100番台   | マーバグ               | 3577-3579      | 1129-1131          | 1129-1131   | 83-097-099             |
| 1916年 | 1100番台   | マーバグ               | 3967-3969      | 1132-1135          | 1132-1135   | 83-100-103             |
| 1916年 | 1100番台   | クラウス（リンツ工場） | 7141-7144      | 1136-1139          | 1136-1139   | 83-104-107             |
| 1917年 | 1100番台   | クラウス（リンツ工場） | 7289-7300      | 1140-1151          | 1140-1151   | 83-108-119             |
| 1919年 | 1100番台   | クラウス（リンツ工場） | 7500-7503      | 1152-1155          | 1152-1155   | 83-120-123             |
| 1923年 | RU番台     | アーノルト・ユンク     | 3527-3550      | -                  | RU1-RU24    | 83-045-068             |
| 1929年 | 1300番台   | マーバグ               | 4963-5007      | -                  | 1301-1344   | 83-001-044             |
| 1948年 | 最終生産形 | ドゥロ・ダコビッチ     | 48-57          | -                  | -           | 83-153-162             |
| 1948年 | 最終生産形 | マーバグ               | 5676-5681      | -                  | -           | 83-163-168             |
| 1949年 | 最終生産形 | ドゥロ・ダコビッチ     | 129-138        | -                  | -           | 83-173-182             |
| 1926年 | 編入機     | アーノルト・ユンク     | 3808-3809/3999 | -                  | -           | 83-021II /035II /043II |

## 仕様

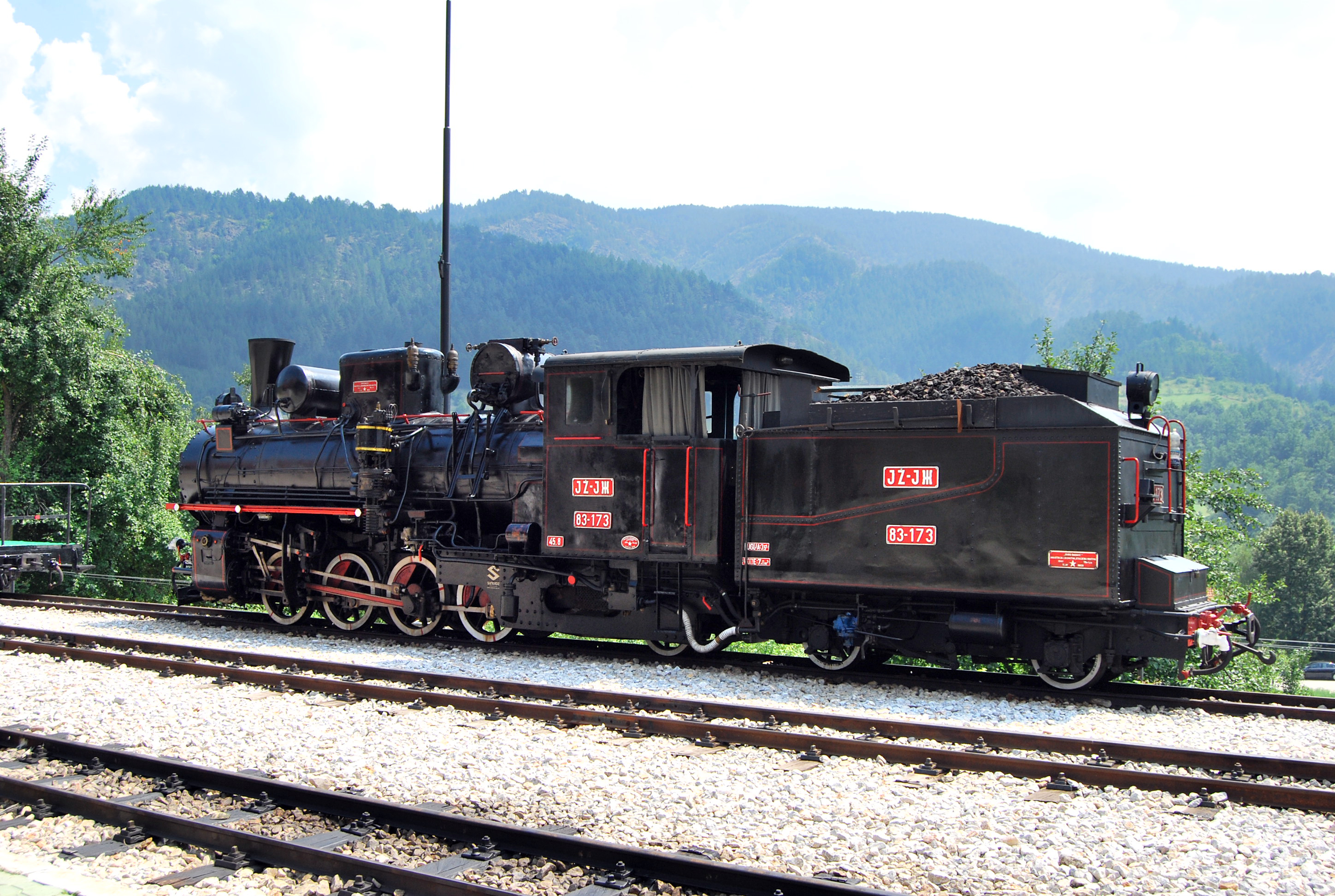
83形173号機、機関車後部を外側台枠として、台枠間に幅広の火室を配しているほか、最終生産形は蒸気溜と砂箱が一体となっており、その後部に円筒状の浄水装置が搭載される

### 走行装置
- 本形式は小径の動輪と、広火室で伝熱面積の大きいボイラーを組み合わせ、火室を動輪群後位側の台枠内に配置した低重心のボスニア・ヘルツェゴビナ国鉄における標準的な形態の機関車となっている。
- 主台枠は機関車前端から第4動輪後部にかけてが25mm厚の鋼板製の内側台枠式、第4動輪前部から機関車後端までが20mm厚の鋼板製の外側台枠式のいずれも板台枠となっている。これは本形式の広幅の火室を台枠内に納めてボイラー中心高を1820mmに抑えるための構造であり、第4動輪の前後部で前部台枠と後部台枠を箱型に組み合わせて接続している。また、シリンダブロックは鋳鉄製で、動輪、従輪は車軸配置D1'に配置されており、動輪は900mm径、従輪と2軸式のテンダーの従輪は650mm径のいずれもスポーク車輪である。また、曲線通過性能の向上のため、第1動輪が左右各30mm、第4動輪が左右各25mm横動するゲルスドルフ式[18]となっているほか、従輪と第4動輪をクラウス・ヘルムホルツ式台車[19]で連結して一体となって変位することで、曲線通過時の軌道への横圧を低減するようになっている。
- シリンダは1000番台が440mm径の高圧シリンダと660mm径の低圧シリンダの2つのシリンダを有する2シリンダ複式で、1100番台以降は一般的な2シリンダ単式でシリンダ径460mmとなっており、弁装置はワルシャート式、主動輪は第3動輪となっている。
- ボイラーは1000番台が内径1272mm、煙管長4200mm、火格子面積1.71m2、全伝熱面積が112m2の飽和蒸気式、1100番台以降は過熱蒸気式となり、煙管長4200mm、火格子面積1.71m2（RU番台）/1.77m2（1300番台）、過熱面積22.3m2（RU番台）/23.85m2（1300番台）、全伝熱面積が103.42m2（RU番台）/112.06m2（1300番台）となっており、使用圧力は1000番台が13kg/cm2、1100番台以降が12kg/cm2である。
- ボスニア・ヘルツェゴビナ国鉄の本形式までのテンダー式機関車はIIa4形を除き従輪がなく、機関車後部のオーバーハングを抑制するために運転室は機関車後部からテンダー前部にかけて設けられ、壁面および屋根も機関車とテンダーにそれぞれに分離して設置される[20]ものであったが、本形式は従輪が設置されており、通常どおり機関車後部に運転室が配置されている。
- 1000番台および1100番台の機体の一部は砂箱がボイラー横部歩み板上に設置されていたが、その後ボイラー上の蒸気溜の前部に設置されるようになり、最終生産形では蒸気溜と砂箱が一体の箱型の形状のものとなっている。また、煙突はパイプ煙突であるが、大型の火の粉止めが設置される機体もある。
- 1000番台の一部および1100番台の機体には勾配線区走行時の煤煙対策用の燃料油併燃装置と補助燃料油タンクが運転室前部のボイラー右横部の歩み板上に搭載されているが、その後のRU番台、1300番台以降の機体では補助燃料油タンクは装備されておらず、1000、1100番台の機体も後年撤去されている。また、RU番台、1300番台以降の機体はボイラー上の蒸気溜の後部に円筒状のペッツ・レイト式浄水装置[21]を装備して缶水の硬度を下げる処理をしており、それ以前の機体も後年の改造により同装置を搭載しているほか、最終生産形のうちマーバグ製の機体（83-163-168号機、メーカー型式966型）は一体となった砂箱と蒸気溜の前部、煙突との間にドームを設置してペッツ・レイト式浄水装置を装備している。
- テンダーは水搭載量7m3、石炭搭載量3tの2軸のものを使用しているが、最終生産形のうちマーバグ製の83-163-168号機（メーカー型式966型）の6機は2軸ボギー台車の大型のテンダーを使用しており、水搭載量は15m3、石炭搭載量は5tとなっている。なお、運用される中で他の機体や83形とのテンダーの振替えも実施されている。
- 連結器はピン・リンク式連結器で、ねじ式連結器としても使用できるよう、ピン・リンク式連結器の左右にフックとリングを装備している。また、併せて真空ブレーキ用の連結ホースを装備している。
- ブレーキ装置は手ブレーキおよび真空ブレーキで、基礎ブレーキ装置は第2および第3動輪に片押し式の、テンダーの従輪に両抱式の踏面ブレーキが装備されている。

### 主要諸元
| 項目     | 番台区分          | 1000番台                                 | 1100番台                                 | RU番台                                   | 1300番台                                 | 最終生産形                               |
| -------- | ----------------- | ---------------------------------------- | ---------------------------------------- | ---------------------------------------- | ---------------------------------------- | ---------------------------------------- |
| 製造機数 | 製造機数          | 28                                       | 55                                       | 24                                       | 44                                       | 21                                       |
| 軌間     | 軌間              | 760mm                                    | 760mm                                    | 760mm                                    | 760mm                                    | 760mm                                    |
| 方式     | 方式              | 2シリンダ複式/飽和蒸気式テンダ機関車     | 2シリンダ単式・過熱蒸気式テンダ機関車    | 2シリンダ単式・過熱蒸気式テンダ機関車    | 2シリンダ単式・過熱蒸気式テンダ機関車    | 2シリンダ単式・過熱蒸気式テンダ機関車    |
| 軸配置   | 軸配置            | D'1                                      | D'1                                      | D'1                                      | D'1                                      | D'1                                      |
| 寸法     | 全長              |                                          | 13415mm                                  | 13700mm                                  | 13700mm                                  | [ 註 2 ]                                 |
| 寸法     | 全高              | 3550mm                                   | 3550mm                                   | 3550mm                                   | 3550mm                                   | 3550mm                                   |
| 寸法     | 機関車全軸距      | 5650mm                                   | 5650mm                                   | 5650mm                                   | 5650mm                                   | 5650mm                                   |
| 寸法     | 固定軸距          | 3300mm                                   | 3300mm                                   | 3300mm                                   | 3300mm                                   | 3300mm                                   |
| 寸法     | テンダ軸距        | 2200mm                                   | 2200mm                                   | 2200mm                                   | 2200mm                                   | 2200mm                                   |
| 寸法     | 動輪径            | 900mm                                    | 900mm                                    | 900mm                                    | 900mm                                    | 900mm                                    |
| 寸法     | 先輪/テンダ車輪径 | 650mm                                    | 650mm                                    | 650mm                                    | 650mm                                    | 650mm                                    |
| 重量     | 空車重量          |                                          |                                          | 32.5t                                    | 32.07t                                   |                                          |
| 重量     | 運転整備重量      | 34.9t                                    |                                          | 35t                                      | 36.07t                                   |                                          |
| 重量     | 動輪周上重量      | 約32t                                    | 約32t                                    | 約32t                                    | 約32t                                    | 約32t                                    |
| ボイラー | ボイラー中心高    | 1820mm                                   | 1820mm                                   | 1820mm                                   | 1820mm                                   | 1820mm                                   |
| ボイラー | 内径              | 1272mm                                   |                                          |                                          |                                          |                                          |
| ボイラー | 火格子面積        | 1.71m2                                   |                                          | 1.71m2                                   | 1.77m2                                   |                                          |
| ボイラー | 火室伝熱面積      |                                          |                                          | 6.8m2                                    | 6.4m2                                    |                                          |
| ボイラー | ボイラー伝熱面積  |                                          |                                          | 74.32m2                                  | 81.81m2                                  |                                          |
| ボイラー | 過熱面積          | - m2                                     |                                          | 22.3m2                                   | 23.85m2                                  |                                          |
| ボイラー | 全伝熱面積        | 112m2                                    |                                          | 103.42m2                                 | 112.06m2                                 |                                          |
| ボイラー | 煙管本数          | 小煙管157                                | 小煙管86/大煙管15                        | 小煙管86/大煙管15                        | 小煙管86/大煙管15                        | 小煙管86/大煙管15                        |
| ボイラー | 煙管長            | 4200mm                                   | 4200mm                                   | 4200mm                                   | 4200mm                                   | 4200mm                                   |
| ボイラー | 使用圧力          | 13kg/cm2                                 | 12kg/cm2                                 | 12kg/cm2                                 | 12kg/cm2                                 | 12kg/cm2                                 |
| 走行装置 | シリンダ径        | 高圧440mm/低圧660mm                      | 460mm                                    | 460mm                                    | 460mm                                    | 460mm                                    |
| 走行装置 | シリンダ行程      | 450mm                                    | 450mm                                    | 450mm                                    | 450mm                                    | 450mm                                    |
| 走行装置 | 弁装置            | ワルシャート式                           | ワルシャート式                           | ワルシャート式                           | ワルシャート式                           | ワルシャート式                           |
| 走行装置 | ブレーキ装置      | 手ブレーキ、真空ブレーキ（ハーディー式） | 手ブレーキ、真空ブレーキ（ハーディー式） | 手ブレーキ、真空ブレーキ（ハーディー式） | 手ブレーキ、真空ブレーキ（ハーディー式） | 手ブレーキ、真空ブレーキ（ハーディー式） |
| 性能     | 最高速度          | 35km/h                                   | 35km/h                                   | 35km/h                                   | 35km/h                                   | 35km/h                                   |
| 性能     | 出力              | 257kW                                    | 294kW                                    | 294kW                                    | 294kW                                    | 294kW                                    |
| 性能     | 粘着牽引力        |                                          |                                          | 51.0kN                                   | 51.0kN                                   |                                          |
| 性能     | シリンダ牽引力    |                                          |                                          | 65.2kN                                   | 65.2kN                                   |                                          |
| テンダ   | 石炭積載量        | 3t                                       | 3t                                       | 3t                                       | 3t                                       | 3t                                       |
| テンダ   | 水積載量          | 7m3                                      | 7m3                                      | 7m3                                      | 7m3                                      | 7m3                                      |

1. ↑  この他に3機を他鉄道から編入
2. ↑  2軸ボギーテンダ使用の場合は14509mm
3. ↑  2軸ボギーテンダ使用の場合は4350mm
4. ↑  テンダ込み38.5t
5. ↑  テンダ込み38.87t
6. ↑  テンダ込み52t
7. ↑  テンダ込み52.07t
8. ↑  478kWとする資料もある
9. ↑  2軸ボギーテンダ使用の場合は5t
10. ↑  7.5m3とする文献もある、また、2軸ボギーテンダ使用の場合は15m3

## 運行
- ボスニアゲージはオーストリア＝ハンガリー帝国内、特にバルカン半島の狭軌鉄道に1870年代以降広く採用されていた狭軌鉄道向けの軌間であり、オーストリア＝ハンガリー帝国軍用鉄道[22]と同じ760mm軌間として、有事の際には軍用鉄道として運行もしくは軍用鉄道と直通運行をしたり、本国から軍用鉄道の機材を持込んで運行したりできるよう考慮されたもので、ボスニア・ヘルツェゴビナだけでも約1500kmの路線網となっており、使用される蒸気機関車も本国のものと共通のものが導入される事例があった。
- 本形式はボスニア・ヘルツェゴビナ国鉄の路線で混合列車、貨物列車、勾配区間での旅客列車の牽引に使用されており、勾配区間では重連での運行もされている 。同国鉄の主な路線は以下の通り。
  - ボスナ線：サラエヴォ - ラシュヴァ - ブロド間（サラエヴォから北方、ハンガリー方面への路線）、264km
  - ネレトヴァ線：サラエヴォ - コニツ - チャプリナ - メトコヴィチ間（サラエヴォからアドリア海方面への路線、一部ラック式）、178km
  - スプリト線：ラシュヴァ - トラヴニク - ドニ・ヴァクフ - ブゴイノ間（クロアチアのアドリア海沿海のスプリトまでの建設を予定、一部ラック式）、70km
  - ダルマチア線：チャプリナ - ドゥブロヴニク - ツァヴタット - Zelenika間（クロアチアのダルマチア地方の国境に沿った路線）、183km
  - ボスニア東線：サラエヴォ - パレ - ヴィシェグラード  – Donje Vardište間（サラエヴォから東方への路線、後にセルビアのベオグラードまで接続）、137km
- 導入後は新たに開業した新線に直接投入されたほか、ネレトヴァ線やスプリト線などの勾配線区に導入されて従来使用されていた機体を平坦線に転出させている。また、一部路線はクロアチア領内に乗り入れていたため、本形式も同地域で使用されている。
- 1918年のセルビア人・クロアチア人・スロベニア人王国鉄道発足後には、セルビア、クロアチアでも使用されるようになったが、その中でも主要路線であったベオグラードとサラエヴォ間を結ぶ444kmのボスニア東線のセルビア側の路線は、1906年に開業していたサラエヴォからボスニア・ヘルツェゴビナ側国境の街であるDonje Vardišteまでの路線に接続する形で、1908年と1912年に開業していたセルビア側の路線も利用して1921年から建設が進められ、1928年10月30日にはベオグラードが開業した。この路線のシャルガン峠を越える区間はトンネルやループ線を多用した最急勾配18パーミルの山岳路線となっており、本形式および急行列車牽引用の85形が主力として使用されていたほか、セルビア国鉄で導入されていた、後に84形となる1915年アメリカのアメリカン・ロコモティブ[23]製で車軸配置1'Dの450形12機も使用されていた。同線では急行列車や夜行急行列車も運行されており、蒸気機関車牽引の列車ではベオグラード - サラエヴォ間の所要時間は23時間となっていた。
- ユーゴスラビア侵攻後には本形式も123機がクロアチア国鉄、7機がセルビア国鉄、4機がイタリア国鉄の各所属となるなど、各運営者に分散して保有され、それぞれが運行をしていた。
- 1960年代のユーゴスラビア国有鉄道ではボスニア東線のサラエヴォからベオグラードまで間と、サラエヴォからメトコヴィチの1駅手前のガベラから分岐してアドリア海沿岸でアドリア海の真珠で知られるドゥブロヴニクに至る区間で運行されていたネレトヴァ線の2路線を主要幹線として運行されていた。ネレトヴァ線では所要時間約10時間の昼行急行列車1-2往復、夜行急行列車1往復程度をはじめとする列車が運行されており、ラック区間は97形（IIIa5形）が、粘着区間は本形式や85形などが列車を牽引していた。両線ではこのほか740形ディーゼル機関車、801形および806形（もとユーゴスラビア国有鉄道448形）や802形といった気動車なども使用されていた。1965年12月31日時点での本形式の配置は以下の通り。
  - サラエヴォ：118機
  - ベオグラード：41機
  - ティトーグラード：10機
- その後本形式は1970年代頃まで使用されており、老朽化およびボスニアゲージの路線の標準軌への転換の進展に伴って全機が廃車となっている。ユーゴスラビア連邦のボスニアゲージの路線も、主要路線であるネレトヴァ線が1966年にサラエヴォ-プロチェ線として開業した標準軌路線に代替されて廃止となり、ボスニア東線はサラエヴォの北方を回る標準軌路線のルートに代替されて1974年に廃止となったほか、その他路線も一部の専用鉄道等を除き、1980年代までに標準軌へ転換もしくは廃止となっている。

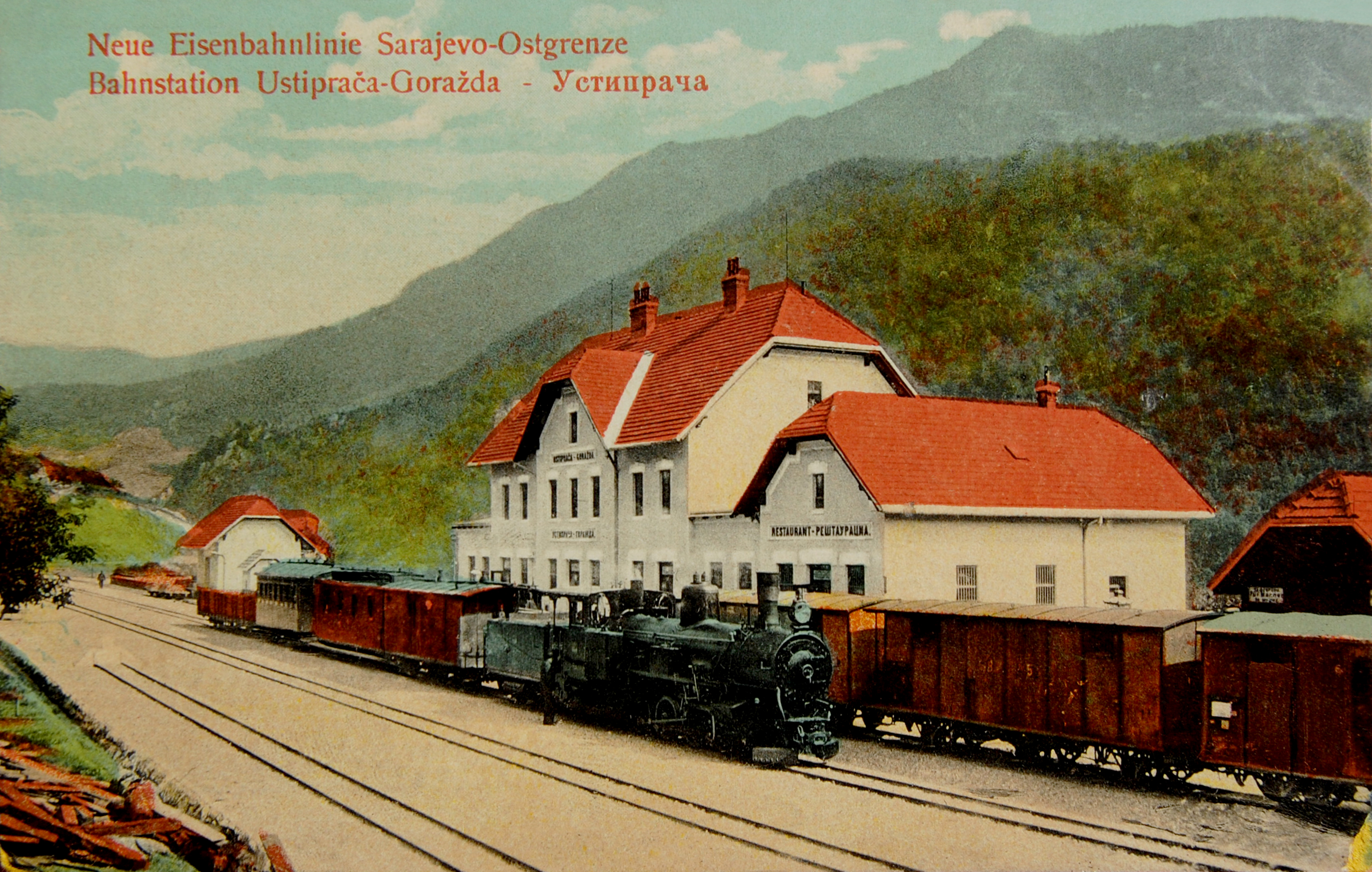
1909年当時のボスニア東線Ustipraca-Gorazde駅とIVa5形が牽引する列車、彩色絵葉書
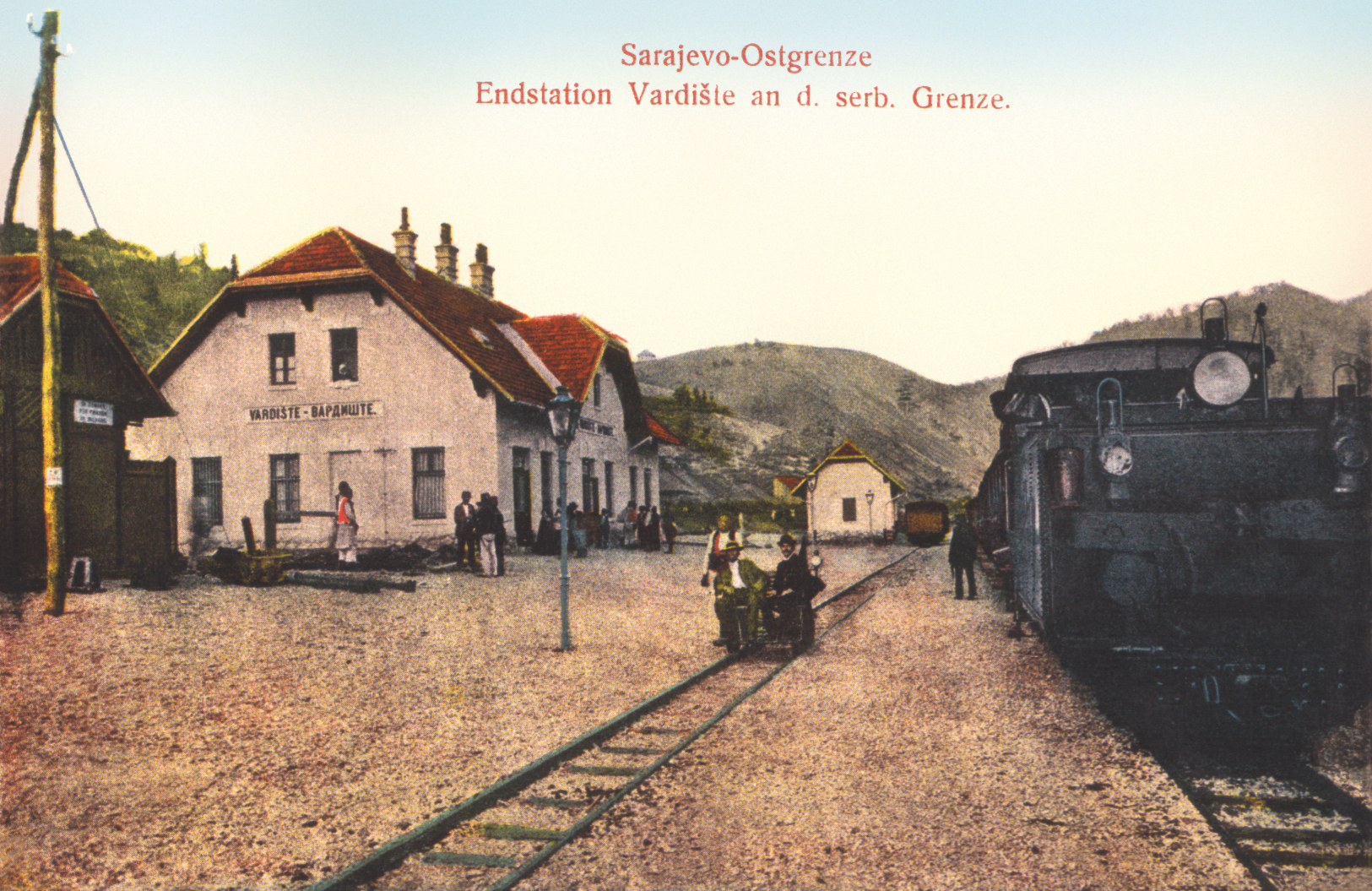
同じく1906年当時のボスニア東線Vardiste駅とIVa5形が牽引する列車、彩色絵葉書
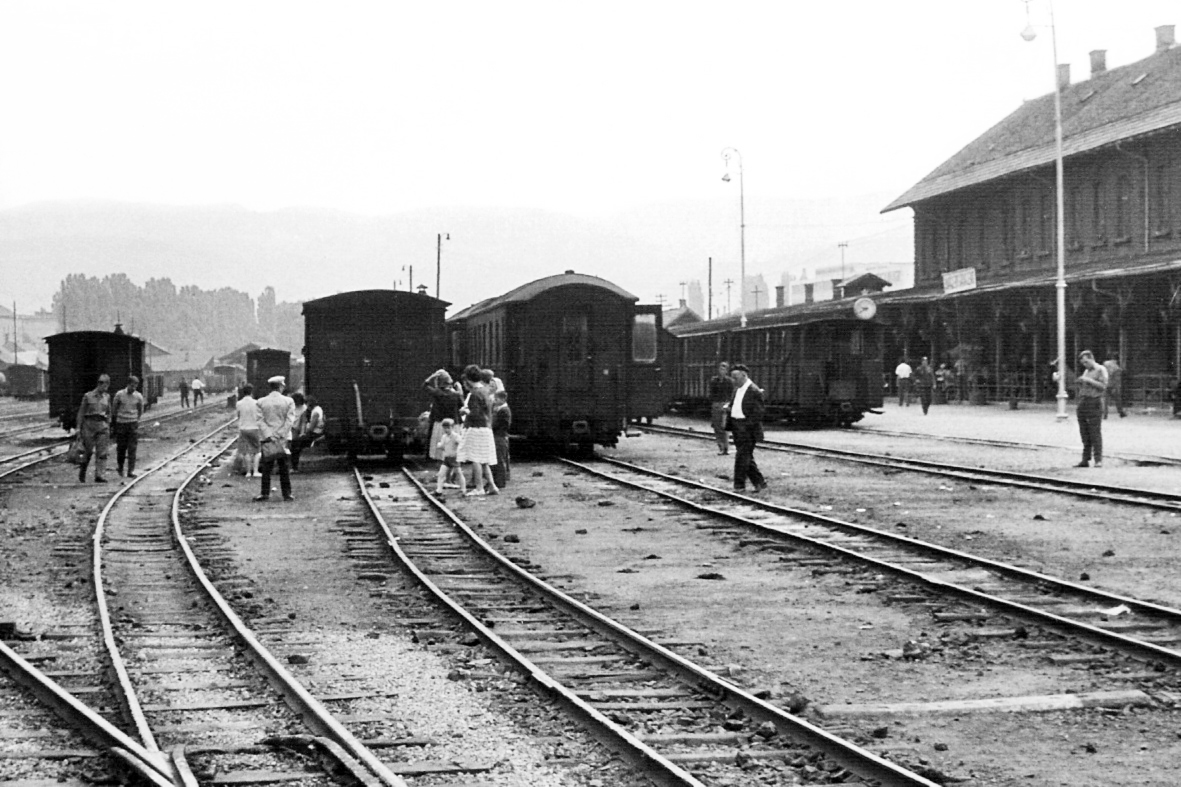
1965年当時のサラエヴォ駅
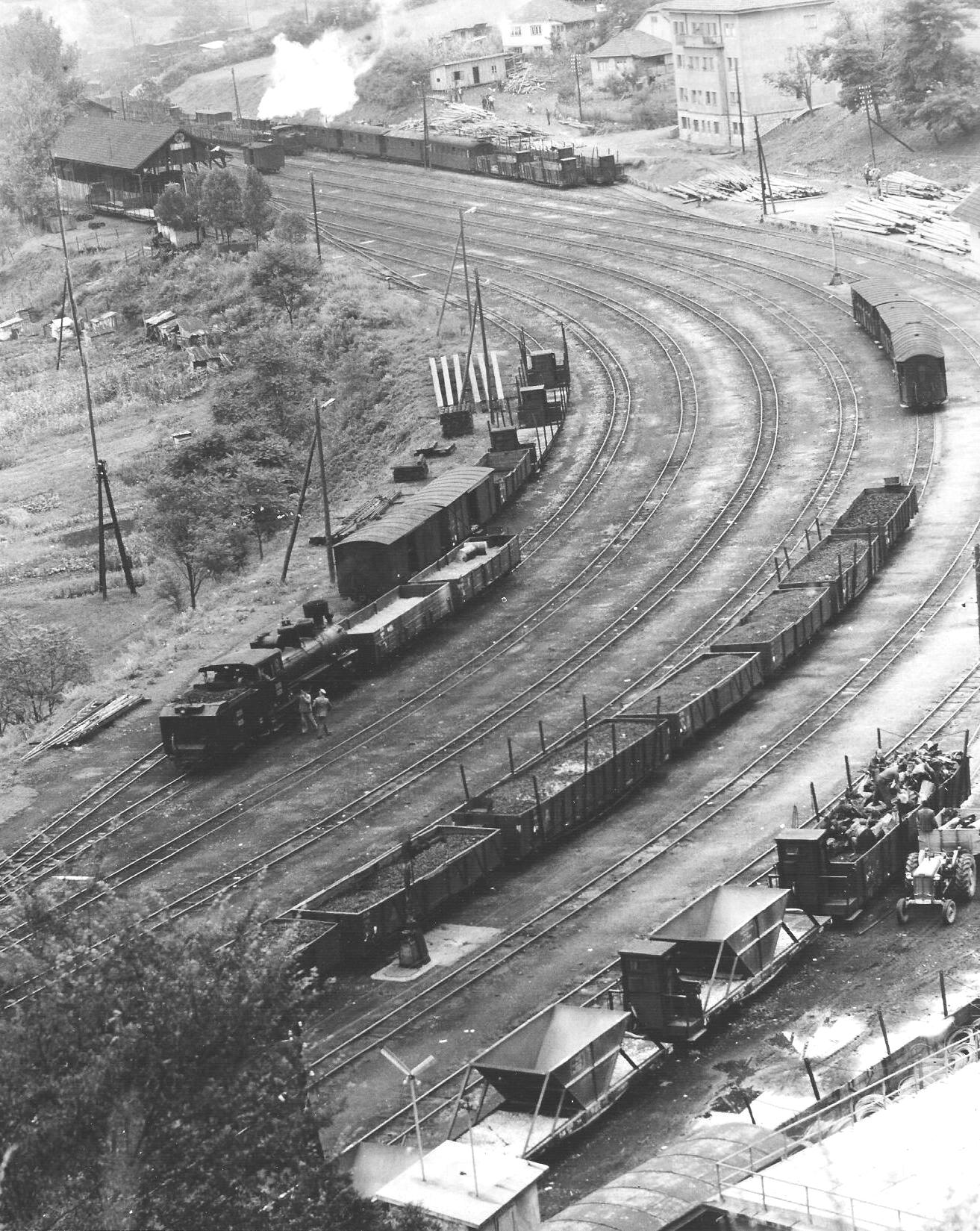
1970年頃のボスニア東線Višegrad駅、写真左側が列車を83形が牽引
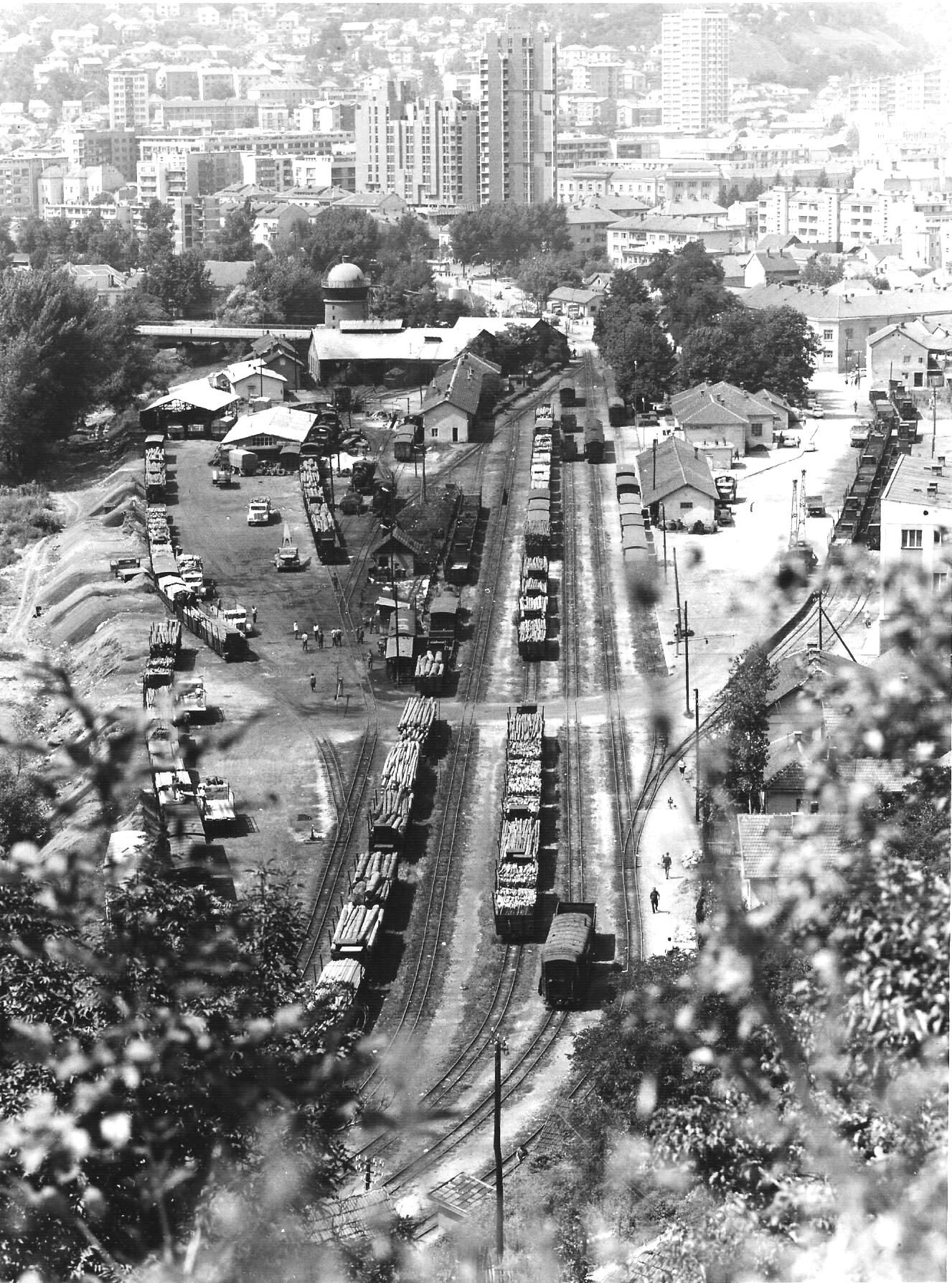
ティトヴォ・ウジツェ駅、1970年

## 現状
IVa5形（83形）はユーゴスラビア鉄道での廃車後に何機かが払い下げられており、現在では以下の通りボスニア・ヘルツェゴビナの炭鉱鉄道で2機が使用されているほか、セルビアとオーストリアで動態保存されている。また、ボスニア・ヘルツェゴビナ、セルビア、オーストリア、クロアチア、マケドニア、ハンガリーの各国で静態保存されている。

### バノヴィチ炭鉱
- 現在のボスニア・ヘルツェゴビナ連邦トゥズラ県のバノヴィチ近郊にある炭鉱であるバノヴィチ炭鉱は世界最大級の埋蔵量の炭鉱の一つであるが、ではボスニア・ヘルツェゴビナ国鉄ジヴィニツェ駅から分岐するバノヴィチ駅までの支線と接続するバノヴィチ駅から市内を経由して炭鉱までが760mm軌間、10.6kmで1947年の開業の専用鉄道となっている。同鉄道には83-156、83-157、83-158、83-159、83-181号機（いずれも最終生産形）などが譲渡され、現在では入替用の25形蒸気機関車の25-30号機、720形ディーゼル機関車および本線用の740形ディーゼル機関車とともに83-158号機および83-159号機が使用されており、運炭列車の入換などのほか観光客向けの撮影用列車としても運行されている。

### シャルガンスカ・オスミツァ
- かつてサラエヴォとベオグラードを結んでいたボスニア東線は1974年に廃止となっていたが、1999-03年にシャルガン峠を越えるモクラ・ゴラ - シャルガン・ビタシ間の15.4kmが観光鉄道として復元されてセルビア国鉄によって運行されるようになり、その後2010年には国境を越えたヴィシェグラード  - モクラ・ゴラ間も復元されて全43kmで運行されている。なお、この路線は通称シャルガンスカ・オスミツァ[24]と呼ばれており、これはシャルガン山の8の字ループという意味で、8の字ループやオメガループを使用して山を越える山岳路線を象徴する名称となっている。
- 同路線ではRU番台の83-052号機（旧RU8号機）と最終生産形の83-173号機が他の数機の機体とともに観光列車を牽引しており、85-005号機など他の数機の機体が静態保存されているほか、森林鉄道用の600mm軌間の蒸気機関車も保存されており、一時は一部再建された600mm軌間の森林鉄道の路線で運行されていた。また、東欧の標準型狭軌用ディーゼル機関車であるL45H形4機も併せて使用されており、通常の列車はディーゼル機関車の牽引となっており、蒸気機関車牽引の列車は運行日が限定されている。

### Club 760
- オーストリアの鉄道車両保存団体であるClub 760ではサラエボで静態保存されていた83-076号機を1987年に譲受して動態保存しており、主にツィラータール鉄道[25]のZB 4II号機[26]として観光列車を牽引しているほか、マリアツェル線など他線区でも運行されている。なお、Club 760では760mm軌間の蒸気機関車、ディーゼル機関車を多数保有してムアタール鉄道[27]をはじめとするオーストリア国内の複数の路線で動態保存機で観光列車を運行し、静態保存機を博物館で展示しており、旧ボスニア・ヘルツェゴビナ国鉄の機体も73-019号機（旧IIIb5 169号機）が動態保存、ラック式の97-029号機（IIIc5 729号機）が静態保存されているほか旧ユーゴスラビア鉄道の1932-1937形の1932号機も動態保存されている。

### Club U44
- 同じくオーストリアの鉄道車両保存団体であるClub U44とファイツストリッツ谷鉄道[28] では83-180号機を動態保存しており、ファイシュトリッツタール鉄道で観光列車を牽引している。同鉄道では同機やclub U44の名称のもととなったU44号機など5機の蒸気機関車4機のディーゼル機関車を運行している。

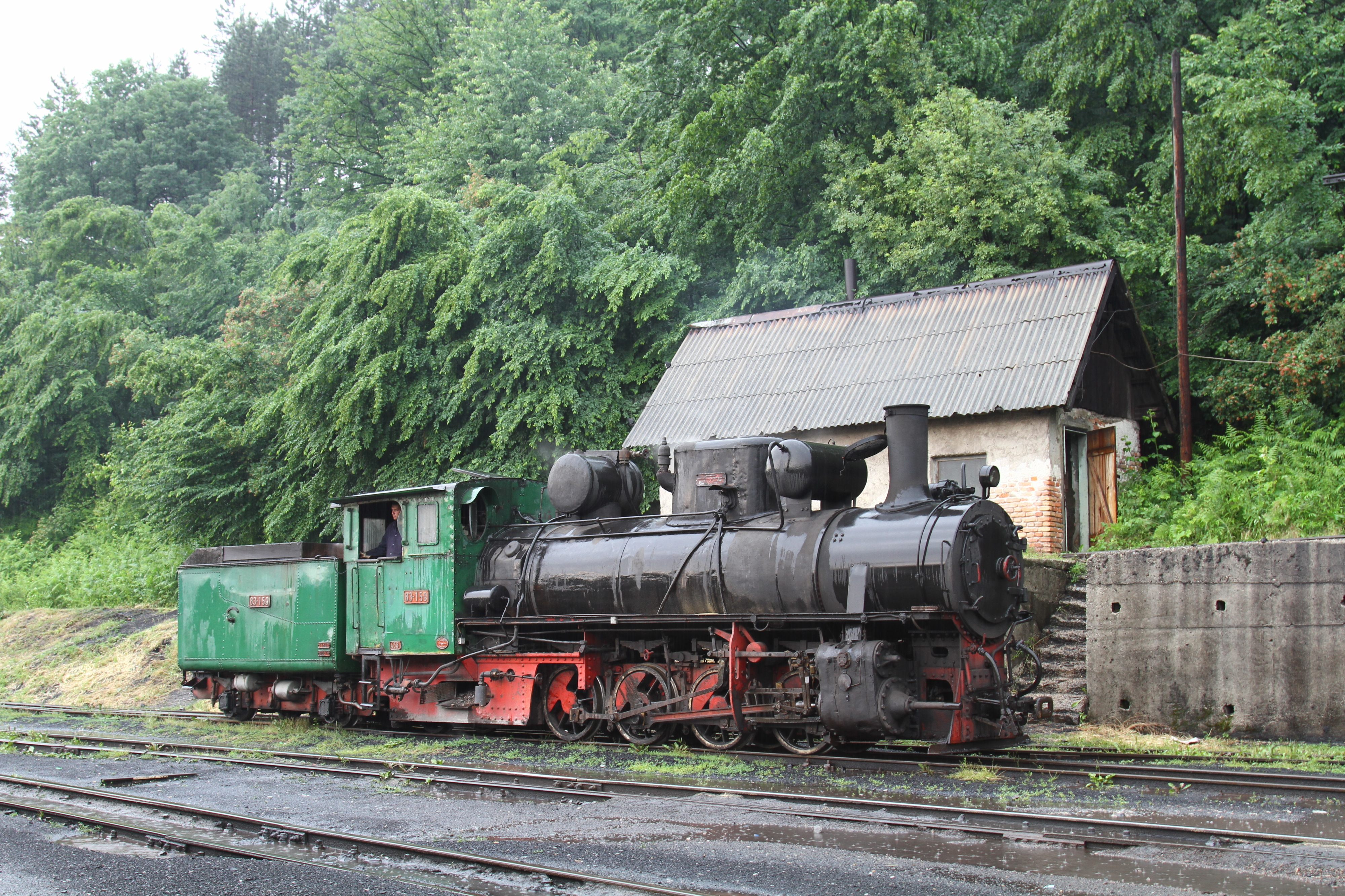
バノヴィチ炭鉱の専用鉄道で使用されている83-159号機、2016年
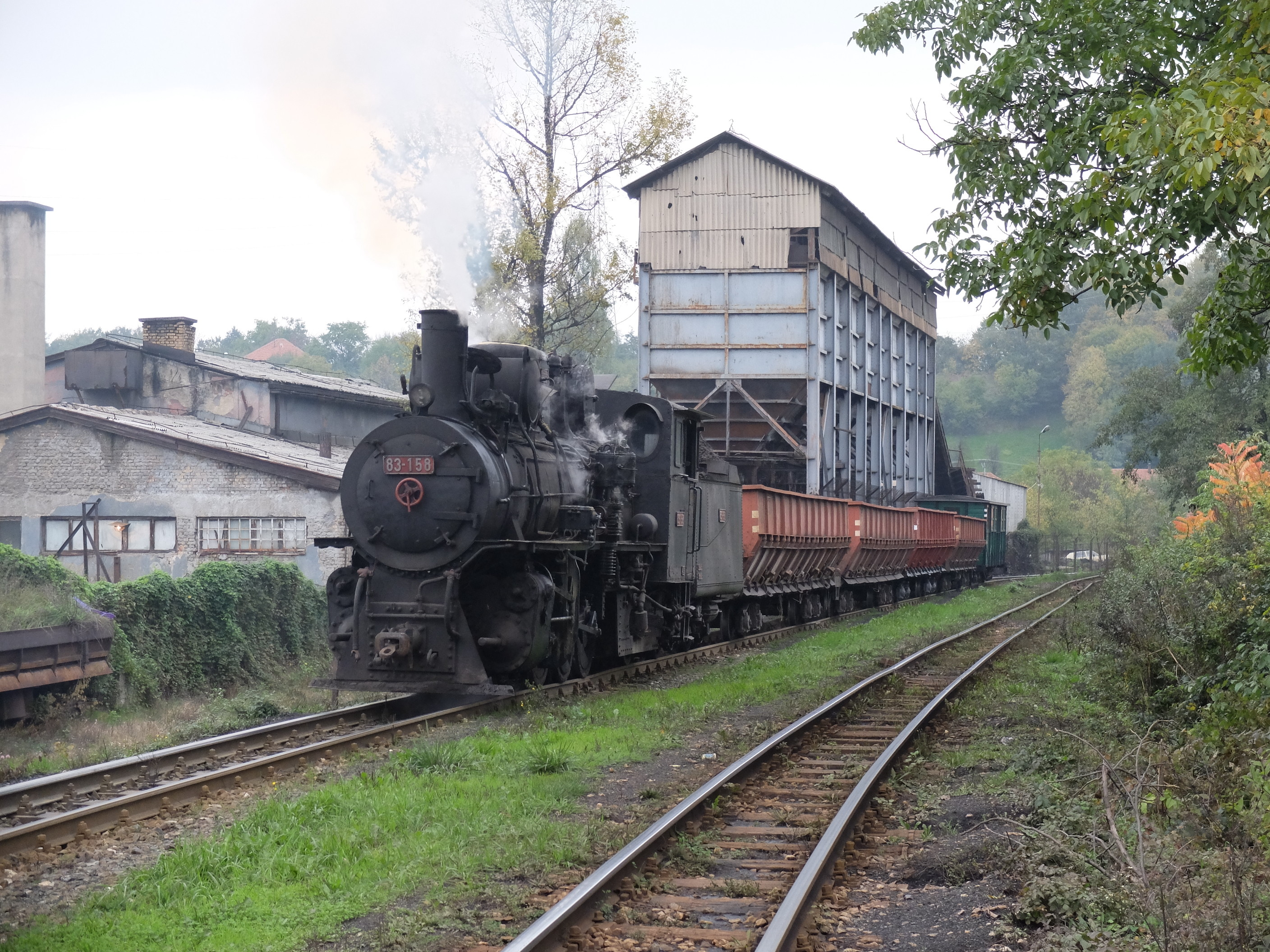
バノヴィチ炭鉱の専用鉄道で写真撮影用の運炭列車を牽引する83-158号機、2015年
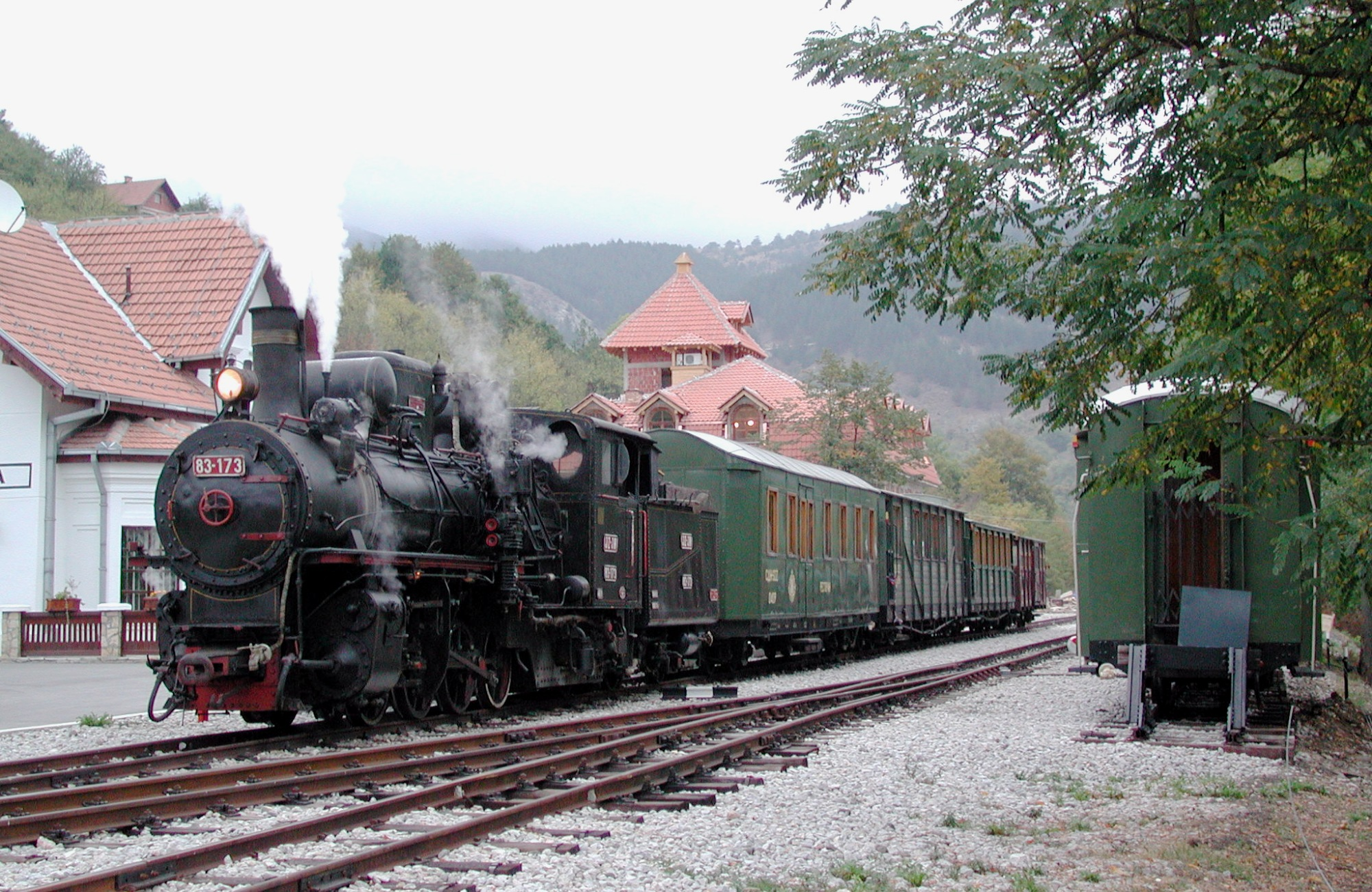
シャルガンスカ・オスミツァで観光列車を牽引する83-173号機、モクラ・ゴラ駅、2003年
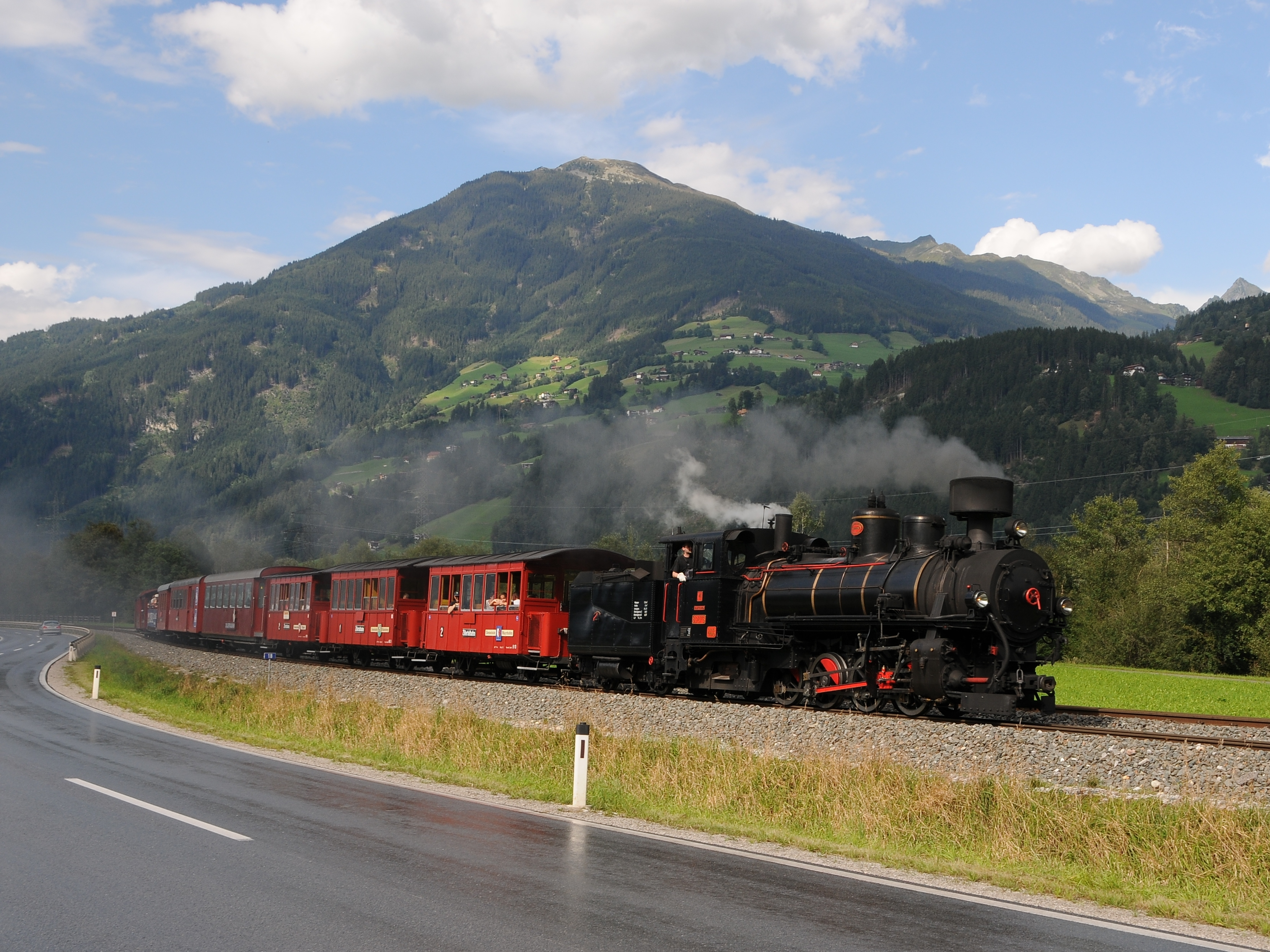
ツィラー谷線で観光列車を牽引する83-076号機、2011年
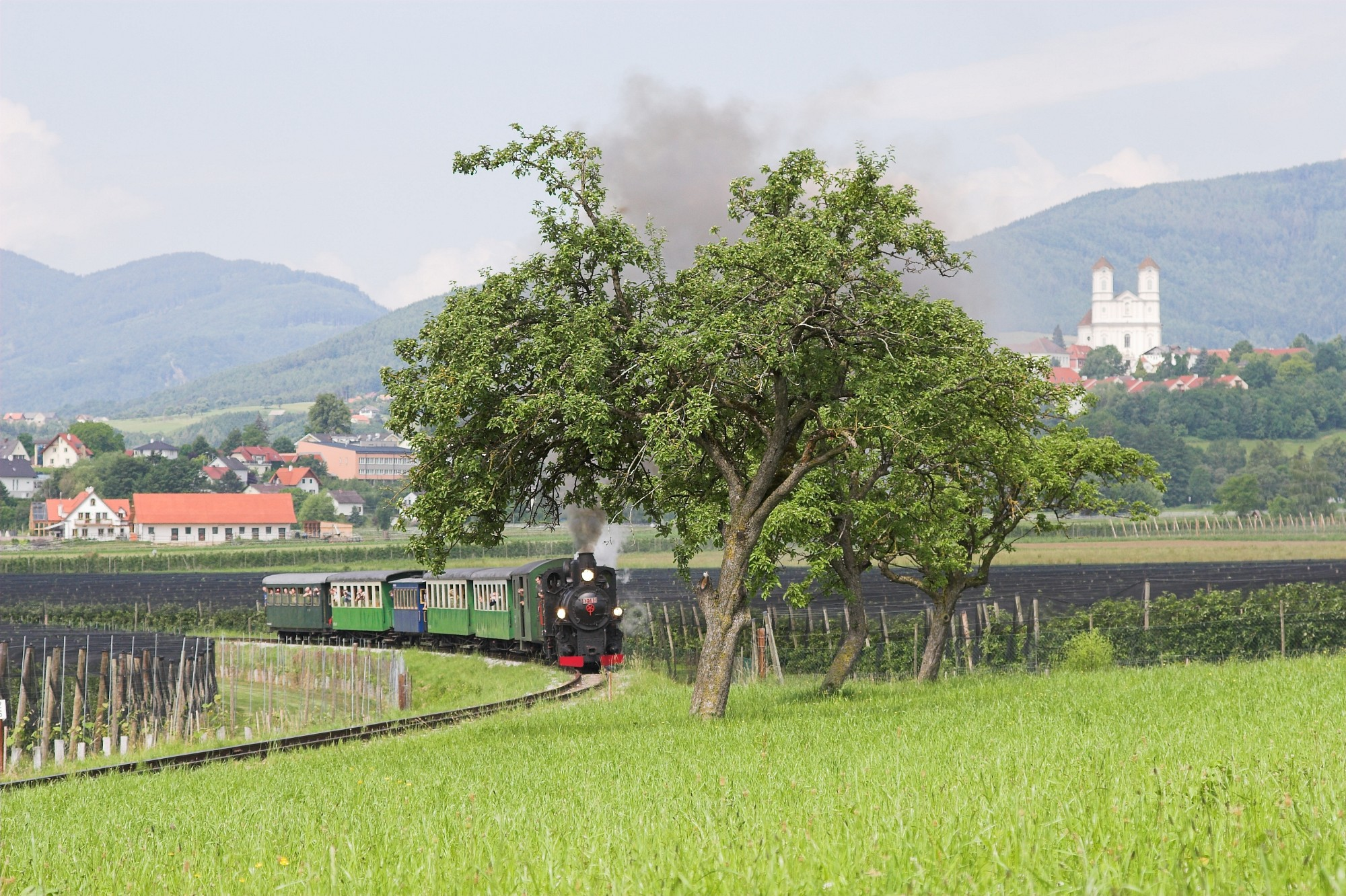
ファイストリッツ谷線で観光列車路牽引する83-180号機

## ハンガリー国鉄483形・485形
- 1945年には整備のためにハンガリーにあった8機が第二次世界大戦のソビエト連邦軍の侵攻などの影響でそのままハンガリーに残され、うち4機が483形の001、101-103号機となっているほか、83-040号機はその後ソビエト連邦のハルキウにあった全長3.6kmの公園鉄道でЛК-83-01号機として1950年代まで使用されていた。なお、旧83-031号機は1951年に再度ユーゴスラビア国鉄へ譲渡され、旧番号に復している。
- また、ユーゴスラビア国鉄向けに1948年にマーバグで製造された最終生産形（メーカー型式966型、製番5682-5685）10機のうち、スターリンとヨシップ・ブロズ・チトーとの断絶による政情悪化に伴い同鉄道に引渡されなった4機[29]も同様にハンガリーで使用されている。
- これらの機体のうち、3機は1000mm軌間に改造の上でハンガリー国鉄の485.5形の5001-5003号機となったほか、同じく1000mm軌間のオーズド製鉄所専用線[30]の29、30、36、43号機[31]としても使用されている。

## セルビア地域鉄道
- セルビア近郊の私鉄2路線には1926年にアーノルト・ユンク製の計3機のIVa5形の同形機が導入されている。
- Drinske Banovine鉄道[32]のシャバツ線[33]にはアーノルト・ユンク製番3999の機体がŠ3号機として導入されており、セルビア地域鉄道[34]の ポジャレヴァツ線[35]には同じく製番3808、3809のП11号機およびП12号機が導入されていた。
- シャバツ線もその後セルビア地域鉄道に統合されてその一路線となっていたが、鉄道の国有化によりユーゴスラビア国有鉄道の路線となったことに伴い3機とも同鉄道の所属となってŠ3号機はŠ83-3号機に改番されており、 その後1963年に83形の空き番号に編入される形でŠ83-3号機が83-043II号機に、П11号機およびП12号機がそれぞれ83-21II 号機、83-35II 号機に改番されている。